# نوربرت توريس
نوربرت توريس (12 يناير 1990 بتورونتو في كندا - ) هو لاعب كرة سلة فلبيني في مركز هجوم قوي الجسم. لعب مع Cebuana Lhuillier Gems ‏.